# ジョン王 (シェイクスピア)

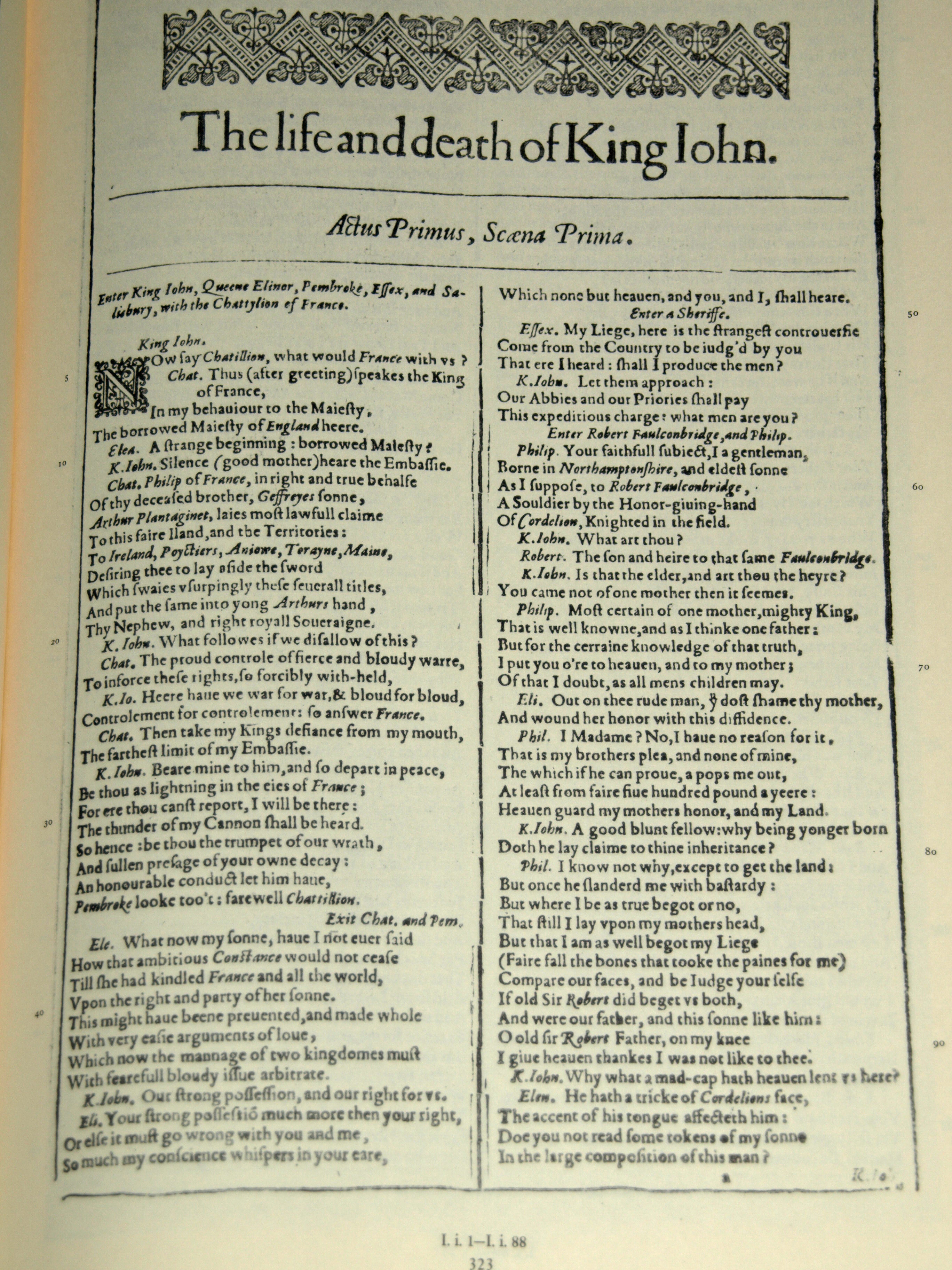
1623年の「ファースト・フォリオ」の『ジョン王』の表紙の複写

『ジョン王』（ジョンおう、King John）は、ウィリアム・シェイクスピアの歴史劇である。正式な題名は『ジョン王の生と死』（The Life and Death of King John）という。英国史上最も悪評の高い王であるイングランド王ジョン（在位1199年 – 1216年）を主人公としている。

## 材源
シェイクスピアの『ジョン王』は、それ以前の1589年頃に書かれた『ジョン王の乱世』という劇と密接な関係を持っている。シェイクスピアが『ジョン王の乱世』を材源かつ雛形としたことは、現代の研究者たちの間で多く合意が得られている。しかし、逆にシェイクスピアの作品が先だったという意見もある（最初に提起したのはピーター・アレキサンダーで、E・A・J・ホニグマンの著作がそれに続く）。また、1590年代中頃に、シェイクスピアが初期のヴァージョンを改訂したと信じる評論家もいる。他にも、『ジョン王の乱世』がシェイクスピアの作品であるという説、あるいは「悪い四折版（Bad quarto）」（シェイクスピアの初期のテキストを参照）だとする説、初期の上演に関わった1人ないしはそれ以上の役者たちが記憶から復元したもの（Memorial reconstruction）だとする説もある。
ラファエル・ホリンシェッドの『年代記』、ジョン・フォックス（John Foxe）の『殉教者列伝（Foxe's Book of Martyrs）』、マシュー・ペリーの『Historia Maior』も材源になった可能性がある。

## 創作年代とテキスト
『ジョン王』は1598年には既に存在していた。同年のフランシス・ミアズ（Francis Meres）『Palladis Tamia』の中のシェイクスピア戯曲のリストに『ジョン王』が含まれているからである。しかし、当時上演されたという記録は残っていない。『ジョン王』が最初に印刷されたのは1623年の「ファースト・フォリオ」である。オックスフォード版の編者スタンリー・ウェルズとゲイリー・テイラーは『ジョン王』の創作年代を1595年か1596年としている。

## 上演史
17世紀の『ジョン王』への言及の多さはこの劇の人気の高かったことを窺わせる。しかし、判明している中で最も古い上演は1737年ドルリー・レーン劇場（Drury Lane）でのジョン・リッチによる上演になる。ジャコバイト蜂起のあった1745年には、コリー・シバー（Colley Cibber）がコヴェント・ガーデンで、デヴィッド・ギャリックがドルリー・レーン劇場で、『ジョン王』を競演した。1823年のチャールズ・ケンブル（Charles Kemble）による上演は歴史的な正確さにかなり留意して行われた。他には、1842年のウィリアム・チャールズ・マクレディ（William Charles Macready）、1846年のチャールズ・キーン（Charles Kean）の上演がある。しかし、それ以降はシェイクスピア劇でも最も上演されることのない劇となってしまった。それでも1915年にロバート・B・マンテルが（最終上演はブロードウェイ）、1945年にはピーター・ブルック演出、ポール・スコフィールド出演（バスタード役）で上演された。
1899年にはハーバート・ビアボーム・トゥリー（Herbert Beerbohm Tree）によるサイレント映画があり、これは現存するシェイクスピア劇映画化作品の最古のものである。テレビでは2度映像化されている。（1951年のドナルド・ウォルフィット版と、1984年のレナード・ロジター版）。

## 登場人物
- 王ジョン（KING JOHN）

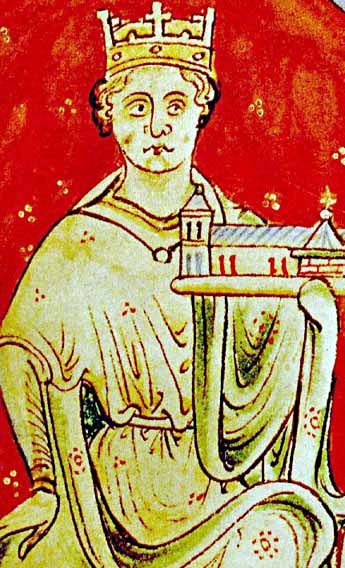
ジョン王（『Historia Anglorum』1250-59年から）

- 王子ヘンリー（PRINCE HENRY） - ジョンの息子。
- アーサー（ARTHUR） - ブルターニュ公。先代ブルターニュ公ジェフリー（Geoffrey）の息子。
- ペンブルック伯（Earl of Pembroke）
- エセックス伯（Earl of Essex）
- ソールズベリー伯（Earl of Salisbury）
- ビゴット卿（Lord BIGOT） - ノーフォーク伯。
- ヒューバート・ド・バラ（HUBERT DE BURGH）
- ロバート・ファルコンブリッジ（ROBERT FALCONBRIDGE） - サー・ロバート・ファルコンブリッジの息子。
- フィリップ・ザ・バスタード（PHILIP the Bastard） - その異父兄弟。リチャード1世の非嫡出子。
- ジェームズ・ガーニー（JAMES GURNEY） - ファルコンブリッジ夫人の召使い。
- ピーター・オブ・ポムフレット（PETER OF POMFRET） - 予言者。
- フランス王フィリップ（PHILIP, King of France）
- 王太子ルイ（LOUIS, the Dauphin）
- リモージュ（LYMOGES） - オーストリア大公。
- 枢機卿パンダルフ（CARDINAL PANDULPH） - 教皇特使。
- ムーラン（MELUN） - フランスの貴族。
- シャティヨン（CHATILLON） - フランスからジョン王に遣わされた大使。
- 王太后エリナー（QUEEN ELINOR） - ヘンリー2世の妃、ジョン王の母。
- コンスタンス（CONSTANCE） - アーサーの母。
- ブランチ・オブ・スペイン（BLANCH OF SPAIN） - カスティーリャ王アルフォンソ8世の娘。
- ファルコンブリッジ夫人（LADY FALCONBRIDGE） - バスタードとロバート・ファルコンブルッジの母親。
- 貴族たち、アンジェの市民たち、州長官、伝令たち、役人たち、兵士たち、使者たち、従者たち、他

## あらすじ
正統な王位継承者であるアーサーに代わってイングランド王になったジョンに対し、アーサーの母コンスタンスはフランス王に援助を求め、戦争になろうとする。しかし、ジョン王とフランスのフィリップ王はお互いの利益から和解し、アーサーはイングランドに連れて行かれることになり、コンスタンスは半狂乱になる。
しかし、カンタベリー大司教任命に伴う諍いで、ジョン王はローマ教皇から破門され、フランスは平和協定を破って、イングランドを攻撃する。
ジョン王は年若いアーサーの目を潰そうと腹心のヒューバートを幽閉先に遣わせる。しかし、アーサーの懇願で、ヒューバートはアーサーを死んだことにして助ける。
国内の貴族たちはジョン王がアーサーを殺したと聞き、フランス側につこうとする。ジョン王は手を下したヒューバートを激しくなじるが、ヒューバートから真相を聞かされほっとする。しかし、アーサーは自ら命を絶ってしまう。
追い詰められたジョン王はやむなく教皇に屈服し、その直後、病死する。

## 評価
ヴィクトリア朝時代、『ジョン王』は盛んに上演されたが、その一因はスペクタクルと壮観さがその時代の観客たちの趣味に合っていたからだろう。しかし、現在ではあまり人気がなくなり、現在ではシェイクスピア作品の中でももっとも有名でない作品となり、上演されることも稀である。

### 日本語訳テキスト
- ヂョン王 坪内逍遥「沙翁全集」早稲田大学出版部 1927
- 北川悌二訳『世界古典文学全集 第45巻 シェイクスピアⅤ』筑摩書房 1966
- 小田島雄志訳 「全集」白水社 1979 のち白水Uブックス
- 田中晏男訳 山口書店 1993
- 松岡和子訳 ちくま文庫「シェイクスピア全集」2020